# ديمتري بيلاييف
ديمتري كونستانتينوفيتش بيليايف (بالروسية: Дмитрий Константинович Беляев)‏ (17 يوليو 1917 – 14 نوفمبر 1985)، كان أكاديمي وعالم جينات روسي. شغل منصب مدير معهد علوم الخلية والجينات (IC & G) في أكاديمية العلوم السوفيتية، نوفوسيبيرسك، في الفترة من 1959 إلى 1985.
عمله الذي دام لعقود في تربية الثعالب الداجنة كان قد وصف في النيويورك تايمز[./ديمتري_بيلاييف#cite_note-rats-2 [2]][1][[[1]]][1]  بأنه " يمكن القول انها أكثر تجربة للتدجين وهي الأكثر استثنائية حدثت" وفي مقال بمجلة الأمريكي العلمية (Scientific American) قالت عن بيلاييف (قد يكون الرجل الذي له الفضل الكبير في فهمنا لعملية تدجين الذئاب إلى اصدقائنا الكلاب".
بدءا من سنة 1950، ولكشف الغطاء عن الاساس الجيني للسلوك المغاير والصفات السيكولوجية للحيوانات الداجنة، قضى بيلاييف عقودا مع فريقه في تربية الثعلب الفضي البري (من الثعلبيات) وانتخاب الافراد الذين لا يظهرون خوفا أو عدائية تجاه البشر. بعد عدة اجيال من تربية المتحكم بها، أصبحت معظم الثعالب الفضية لم تظهر أي خوف من البشر بل وصار الكثير منها يظهر تعابير ودية للبشر مثل هز الذيل والعواء. كما اظهرت صفات مختلفة أخرى كالاذان الملتوية والذيول القصيرة.
بيلاييف قام بتجربة الرد على الليسينكووية (علم زائف وحملة عمت في الاتحاد السوفيتي من قبل تروفيم ليسينكو ضد الجينات وقد بدأت منذ عام 1920 حتى عام 1964 وهي تدعم اللاماركية ضد التطور) بعد ان عانى من خسارة منصبه في مختبر الابحاث المركزي لبحوث تربية الكائنات ذات الفراء في موسكو.

## النشأة والتعليم
ولد بيلاييف في 17 يوليو 1917 في بروتاسوفو وهي مدينة في المحافظة الروسية كوستروما. وكانت الابن الرابع والاصغر لعائلته. والده قسطنطين بافلوفيتش كان رجل دين. اخوه نيكولاي كان عالم جينات عمل مع سيرجي تشيتفيريكوف (1880-1959) العالم الرائد في جينات التعداد. 
وبتأثير من اخوه صار له اهتمام بالجينات وكان كل من اخويه داروينيان يعتقدان بمبادئ الجينات لـمندل.وقد كانت تلك الاراء خطرة في الفترة الـستالينية لاسيما مع حملة تروفيم ليسينكو الذي كان يروج ضد اراء مندل وتدعمه السلطة بذلك بالإضافة لدعمها للاماركية.

## وظائفه
تخرج بيلاييف من معهد ايفانوفو الزراعي وبدأ العمل في قسم تربية حيوانات الفراء في مختبر الابحاث المركزي في موسكو وقد ضمالى وزارة التجارة الخارجية في عام 1941، فيما تم تجنيد بيلاييف في تلك السنة وقد جرح ونال عدة اوسمة عسكرية ثم عاد للعمل في المختبر.
منذ عام 1953 بدأ العلماء الجينيين بالاختفاء من وظائفهم وخسر بيلاييف عمله وشرع بتجربته الشهيرة عام 1958 في سيبيريا في الاكاديمية السوفيتية للعلوم التي ساعد في تأسيسها في نوفوسيبيرسك. وبقي في منصبه حتى وفاته.

## تجربة بيلاييف للثعالب
كان لبيلاييف ان يدرس الجينات بحرية في سيبيريا واستطاع ان يبدء ويكمل تجربته الشهيرة للثعالب هناك.
.

وبعد اجيال من الانتخاب بحسب صفات العدائية والتدجين صار السلوك كما هو موضح بالشكل اقرب إلى الكلاب فالثعالب سرعان ما تبدأ بالاستجابة للاصوات وتكون اجتماعية مع البشر كما انها تصل المرحلة لان تفتح عينيها بشكل كامل دون خوف بسرعة أكبر وتدرك الخوف من غير المعرفين أيضا. رصدت تغيرات في السيروتونين للاجيال المهجنة حيث صارت ادمغة الثعالب الهجينة تحتوي على نسبة أكبر من السيروتونين. كما كان هناك انخفاضا متزنا لمستويات هورمونات الغدة الكظرية. ورغم ان الانتخاب كان بحسب السلوك فقد تغير أيضا حجم الجمجمة فنقصت طولا وعرضا. 

## الروابط الخارجية
- نبذة عن ديمتري كونستانتينوفيتش بيلاييف على الموقع الرسمي الأكاديمية الروسية للعلوم